# Essi Hasu
Essi Hasu (* 10. August 1987 in Elimäki) ist eine finnische Beachvolleyballspielerin.

## Karriere
Hasu spielte mit Noora Tikka in Mysłowice 2005 bei der U23-Europameisterschaft (Platz 13) und 2006 bei der U21-Weltmeisterschaft (Platz 29). 2014 spielte Hasu zunächst das CEV-Satellite-Turnier in Antalya mit Ida Sinisalo. Mit Anniina Parkkinen gewann sie anschließend das NEVZA-Turnier in Kolding. Danach wurden Hasu/Parkkinen beim Satellite-Turnier in Vaduz und beim NEVZA-Turnier in Oslo jeweils Neunte. Nach einem 17. Platz beim CEV-Satellite in Stuttgart kamen sie in der NEVZA-Serie in Jyväskylä, Göteborg und Bournemouth jeweils in die Top Ten. Im Dezember spielten sie in Mangaung ihr erstes gemeinsames Open-Turnier der FIVB World Tour und belegten den 17. Platz.
2015 spielten Hasu/Parkkinen in Prag ein weiteres Open-Turnier, schieden aber früh aus. Anschließend wurden sie Fünfte und Zweite bei den NEVZA-Turnieren in Odense und Lohja sowie Neunte und Dreizehnte bei den Satellite-Turnieren in Maladsetschna und Vaduz. Bei der Europameisterschaft 2015 in Klagenfurt gelangten sie als Gruppendritte der Vorrunde in die erste KO-Runde und mussten sich dort den Italienerinnen Giombini/Toti geschlagen geben. Zum Jahresende wurden sie noch Fünfte des NEVZA-Turniers in Göteborg.
Die Saison 2016 begannen Hasu/Parkkinen mit den Antalya Open und einem zweiten Platz in Kolding (NEVZA). Bei der Europameisterschaft 2016 in Biel/Bienne schieden sie als Gruppenletzte der Vorrunde ohne Satzgewinn aus. Danach spielten sie die Satellite-Turniere in Vilnius, Vaduz und Kisakallio, wobei sie sich vom dreizehnten über den neunten auf den siebten Rang steigerten. Beim NEVZA-Turnier in Kuopio wurden sie Fünfte. Danach beendete Hasu ihre internationale Karriere.